# Art premier
Pour les productions de personnes indemnes de culture artistique, voir Art brut.
L’art premier (expression inventée dans les années 1970 par le collectionneur et marchand d'art Jacques Kerchache) ou art primitif est l'art des sociétés traditionnelles, sans écriture ou « primitives ». Par extension, le terme désigne communément l'art traditionnel des cultures non occidentales. Un exemple connu de musée exposant des objets issus de telles cultures est le musée du Quai Branly - Jacques-Chirac, situé à Paris, en France.

## Étendue
Les arts premiers regroupent notamment :
- l'art africain traditionnel ;
- l'art d'Océanie traditionnel, et notamment l'art traditionnel des aborigènes d'Australie ;
- les arts asiatiques traditionnels ;
- l'art inuit traditionnel ;
- l'art amérindien traditionnel ;
- les arts précolombiens, dont l'art maya, l'art olmèque ; et bien d'autres...

## Controverses terminologiques
L'expression « art primitif » est devenue nettement péjorative en étant associée au colonialisme, à la différence de son usage pour la peinture italienne ou flamande, et son emploi dans un contexte « extra-occidental » est depuis quelques années tombé en désuétude au profit d' « art premier ». Mais cette expression plus valorisante reste controversée dans la mesure où elle traduirait aussi une conception évolutionniste et ethnocentriste des sociétés humaines : les sociétés occidentales produiraient un « art abouti » s'opposant aux « arts premiers », qui seraient l'œuvre des peuples restés proches d'un état archaïque de l'humanité. De plus, les formes majeures d'art premier (en Afrique ou en Océanie, par exemple) se distinguent nettement de formes d'art beaucoup plus anciennes (art préhistorique ou art néolithique). Du point de vue chronologique, l'expression est donc aussi contestable.
L'art primitif désignait à l'origine l'art étranger, l'art des fous et celui des enfants.
Si cette vision est largement remise en cause aujourd'hui, les expressions subsistent notamment dans les pays anglo-saxons. L'appellation « Musée des arts premiers », initialement envisagée, a été abandonnée pour désigner le Musée du quai Branly.
Les expressions « art sauvage », « art tribal », « art ethnographique », « art traditionnel » ou « art archaïque » sont également utilisées, sans être entièrement satisfaisantes non plus. Félix Fénéon, en 1920, avait proposé « arts lointains » (voir bibliogr.). L'expression « art ethnique » est utilisée pour souligner la relation particulière entre certaines formes d'art et leur origine ethnique. On parle alors d'art fang du Gabon, d'art dogon ou de masques baoulés pour désigner l'origine ethnique de ces traditions artistiques. Toutefois l'expression « art ethnique » est moins répandue que « musique ethnique ».
Par ailleurs, certains auteurs parlent de « faux primitif » ou d'« art touristique » pour souligner l'exploitation et les récupérations commerciales ou touristiques dont ces formes d'art sont parfois l'objet.

## Domaines
- collectivité :
  - totem
  - maison commune, maison de réunion, maison des hommes
  - locaux et objets de confréries, sociétés masculines
  - emblème de clan
  - effigie de divinité
  - objets religieux, cultuels, magie, divination
  - reliquaire
  - bâton de chef, de danse, régalia
  - siège cérémoniel, hache cérémoniel
  - monnaie
  - art funéraire
- habitat
  - architecture
  - pilier, chambranle
  - porte
  - échelle, marchepied
- mobilier
  - crochet, support, poulie
  - tabouret, siège
  - lit
  - repose-tête
- statue, statuette, figure (pierre, bois, bronze, terre cuite)
- masques
- peinture sur écorce, sur tapa,
- artisanat
  - barque, voilier
  - hache
  - cuirs, peaux
  - armes, lames forgées, boucliers, casse-tête
  - tissu, teinture, tenture
  - tapa
  - pagne, cape, manteau, cape
  - coiffe, coiffure, cimier
  - codex
  - boîte
  - vaisselle, terres cuites
  - vase, coupe, bol, bouteille
  - cuillère
  - lampes
  - ornements, colliers, épingles, peignes, pendentifs, parures...
  - objets décoratifs
- pétroglyphe
- peinture rupestre
- Art corporel, dont modification corporelle, déformation (crâne, cou, oreille, dents, langue...), scarification, peinture (sur corps, visage, ongles), piercing
  - tatouage : Tatouage en Polynésie, Irezumi (Japon)
  - coiffure, épilation
- Performance (art), dont danse, musique, chant... pour rites, cérémonies...

## Passeurs
- Guillaume Apollinaire (1880-1918)
- André Breton (1896-1966)
- Carl Einstein (1885-1940)
- Michel Leiris (1901-1990)
- Christian Zervos (1889-1970)

## Marchands
- Paul Guillaume (1891-1934)
- Hélène Leloup (Galerie Hélène et Henri Kamer)[5]
- Pierre Loeb (1897-1964)
- René Rasmussen (1911-1979)
- Charles Ratton (1895-1986)

## Collectionneurs
- Arman (1928-2005)
- Georg Baselitz (1938-)
- Jean-Paul Barbier-Mueller (1930-)
- Bernard Dupaigne (1943-)
- Marc Petit (1947-)

## Expositions
- 1905, Paris
- 1926, Paris, par André Breton et les surréalistes
- 1930, Paris, par Tristan Tzara, Pierre Loeb, Charles Ratton
- 1931, Paris, Exposition coloniale
- 1935, New York, African Negro Art
- 1936, Paris, par Charles Ratton et les surréalistes
- 1966, Dakar, premier festival mondial des Arts nègres, par Léopold Sédar Senghor
- 1984, New York, Le Primitivisme dans l'art du XXe siècle, par William Rubin
- 1989, Paris, Magiciens de la Terre, par Jean-Hubert Martin
- 1994, Paris, Art des sculpteurs taïnos, par Jacques Kerchache
- 2006, Paris, D'un regard l'autre, par Yves Le Fur
- 2009, Bâle, La Magie des images, par la fondation Beyeler
- 2012, Paris, Les Maîtres du désordre, par Jean de Loisy

## Musées et galeries
- Musées : Musée ethnographique, Musées d'ethnologie, Musées d'anthropologie
  - Liste des plus grandes collections ethnographiques et anthropologiques
  - France : Musée du quai Branly - Jacques-Chirac (Paris), Collections africaines dans les musées français
  - Suisse : Musée d'ethnographie de Genève (1901), Musée Barbier-Mueller (Genève, 1977), Musée d'ethnographie de Neuchâtel (1904), Museum Rietberg (Zurich, Suisse)
  - Afrique : Musée des civilisations noires (Dakar, Sénégal, 2018)
  - USA : Musée national d'Art africain (Washington, 1964), Metropolitan Museum of Art (MOMA, New York, USA), John Young Museum of Art (en) (Honolulu, Hawaï, USA)
- Galeries
  - Antique Tribal Art Dealers Association (en)
  - Galerie Bruno-Mignot[6], Africain Primitive Art Gallery